# Industrieveloweg Winterthur

Industrie im Tössfeld um 1920 von Walter Mittelholzer

Der Industrieveloweg Winterthur ist eine 20 Kilometer lange Veloroute, die zu 20 Stationen der Industriegeschichte der Stadt Winterthur führt. Die Route ist auf den roten Veloweg-Wegweisern mit dem blauen Logo «Industrie-Veloweg Winterthur 205» gekennzeichnet.

## Industriegeschichte

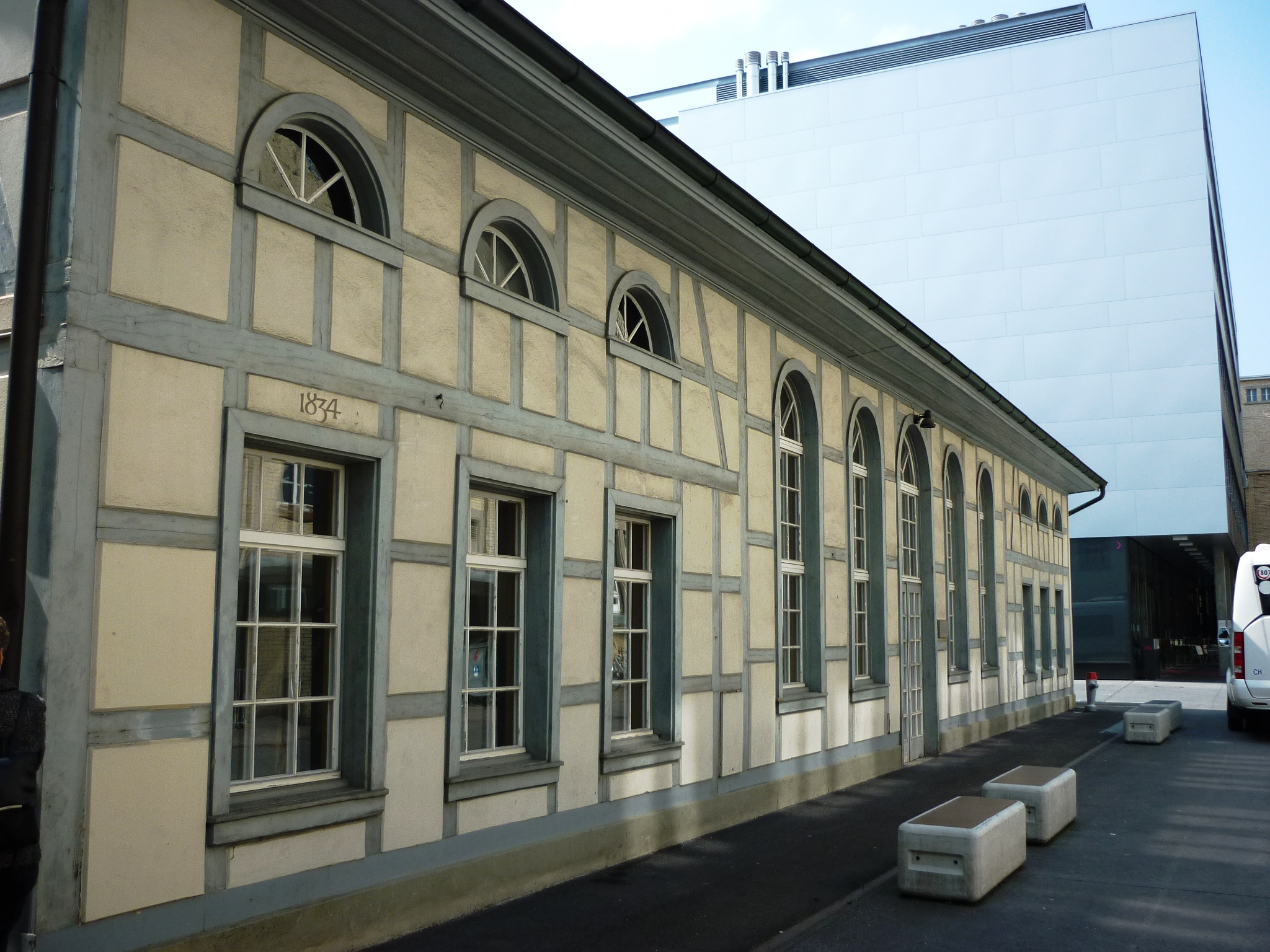
Sulzer 1834

Die führenden Unternehmen der Maschinenindustrie wurden 1795 (Rieter) und 1834 (Sulzer AG) gegründet. Um 1898 stellte die Maschinenindustrie in Winterthur rund 60 Prozent der Arbeitsplätze. Von 1970 bis 1990 wurde aus der Industriestadt allmählich eine Dienstleistungsstadt. Seit 1990 entstanden auf den einstigen Industriearealen neue Wohnungen, Einkaufmöglichkeiten, Bürogebäude und Freizeitanlagen.

## Industrieobjekte der Veloroute
Die Veloroute führt an 20 ausgewählten Industrieobjekten vorbei. Dort sind Infotafeln über historische, bauliche, technische und soziale Aspekte vorhanden. Für einige Objekte werden auch Führungen angeboten. Der 1989 geschaffene Industrieveloweg wurde 2019 überarbeitet.
1. Lokomotivdepot, Lindstrasse 35[4] ⊙
2. Brauerei Haldengut, Haldenstrasse 69[5] ⊙
3. Sagerei Reismühle, Reismühleweg 37[6] ⊙
4. Mühle Hegi, Mettlenstrasse 28[7] ⊙
5. Sulzerareal Oberwinterthur, Sulzerallee 1⊙
6. Nagelfabrik Nagli, St. Gallerstrasse 138[8] ⊙
7. Seidenweberei Sidi, St. Gallerstrasse 42f[9] ⊙
8. Textilfärberei Schleife, Grüzenstrasse 45 ⊙
9. Fabrikantenvilla Flora, Tösstalstrasse 44 ⊙
10. Erste Spinnerei Rieter, Wildbachstrasse 32 ⊙
11. Seifenfabrik Aspasia, Rosenstrasse 11 ⊙
12. Güterbahnhof und Lagerhallen, Zur Kesselschmiede 9 ⊙
13. Sulzerareal Stadtmitte, Katharina-Sulzer-Platz[10]⊙
14. Arbeitersiedlung SLM, Jägerstrasse ⊙
15. Arbeitersiedlung Tössfeld, Agnes- und Wasserfurristrasse, obere Schöntalstrasse, obere und untere Briggerstrasse, Tafel: untere Briggerstrasse 43 ⊙
16. Arbeitersiedlung Rieter, Rieterstrasse ⊙
17. Maschinenfabrik Rieter, Schlosstalstrasse 43, Tafel: Friedhofstrasse 21 ⊙
18. Wespi-Mühle, Wieshofstrasse 105 ⊙
19. Spinnerei Beugger, Wieshofstrasse 102 ⊙
20. Spinnerei Hard, Hard[11] ⊙

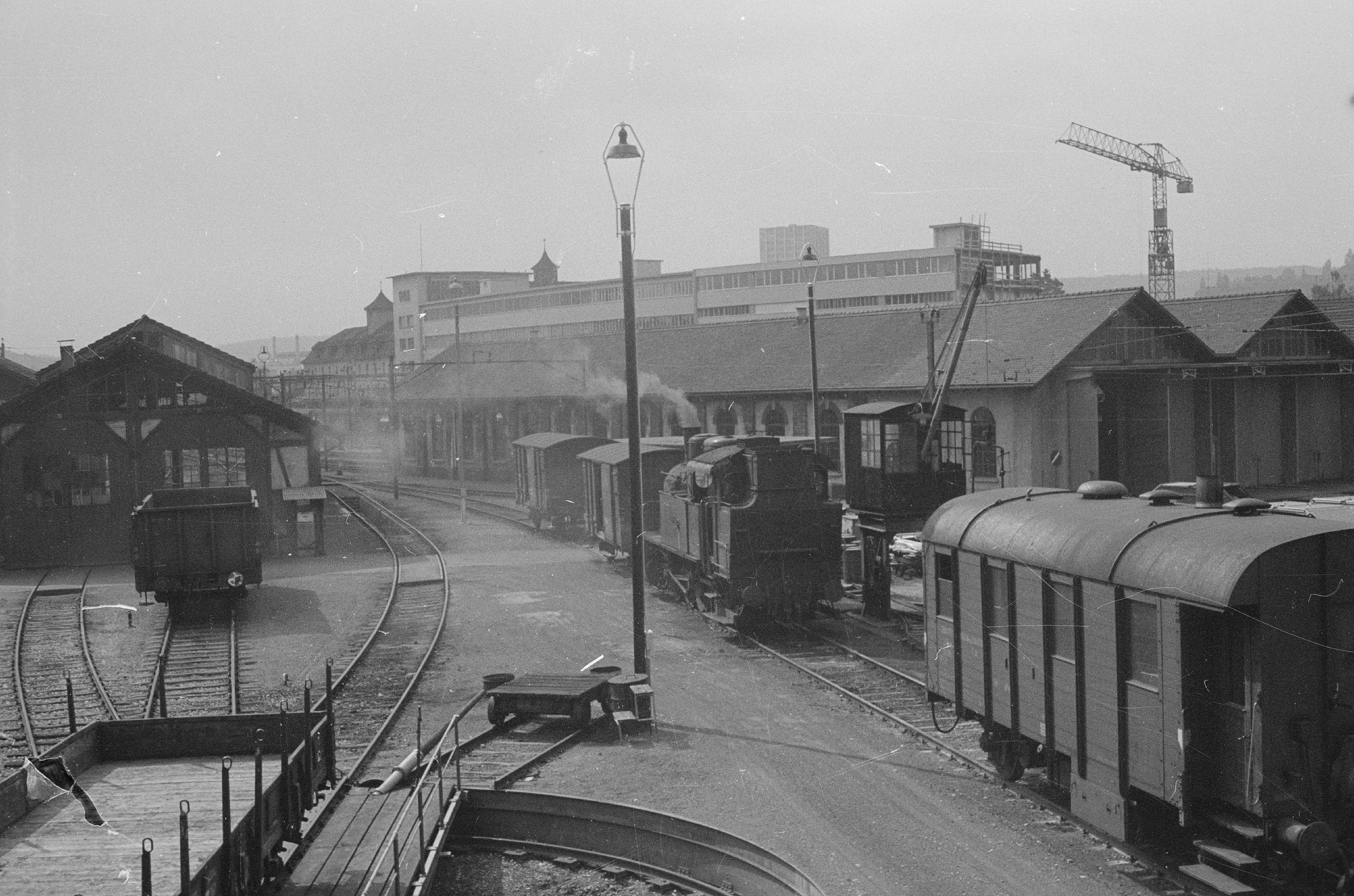
1 Lokomotivdepot
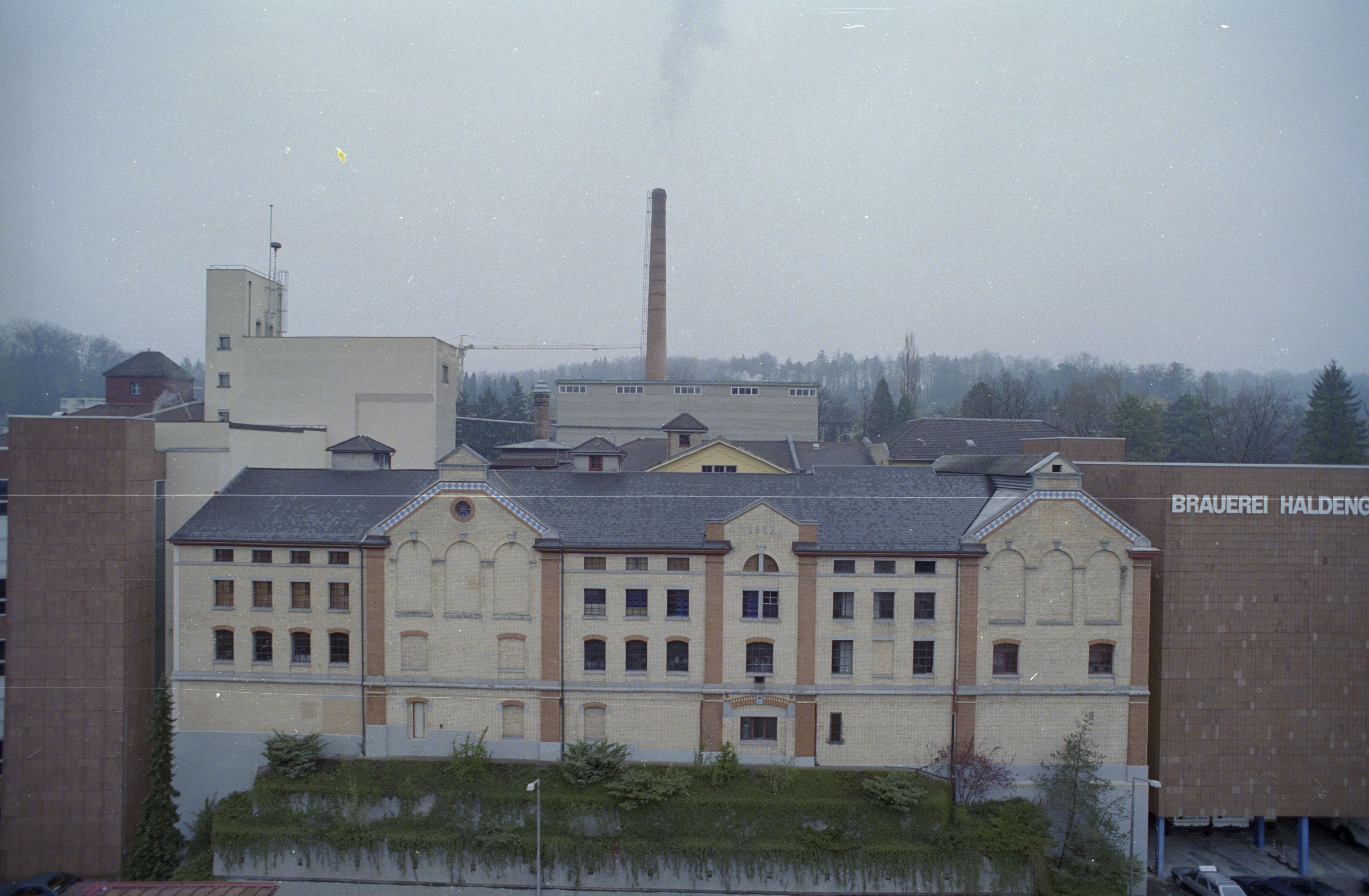
2 Brauerei Haldengut
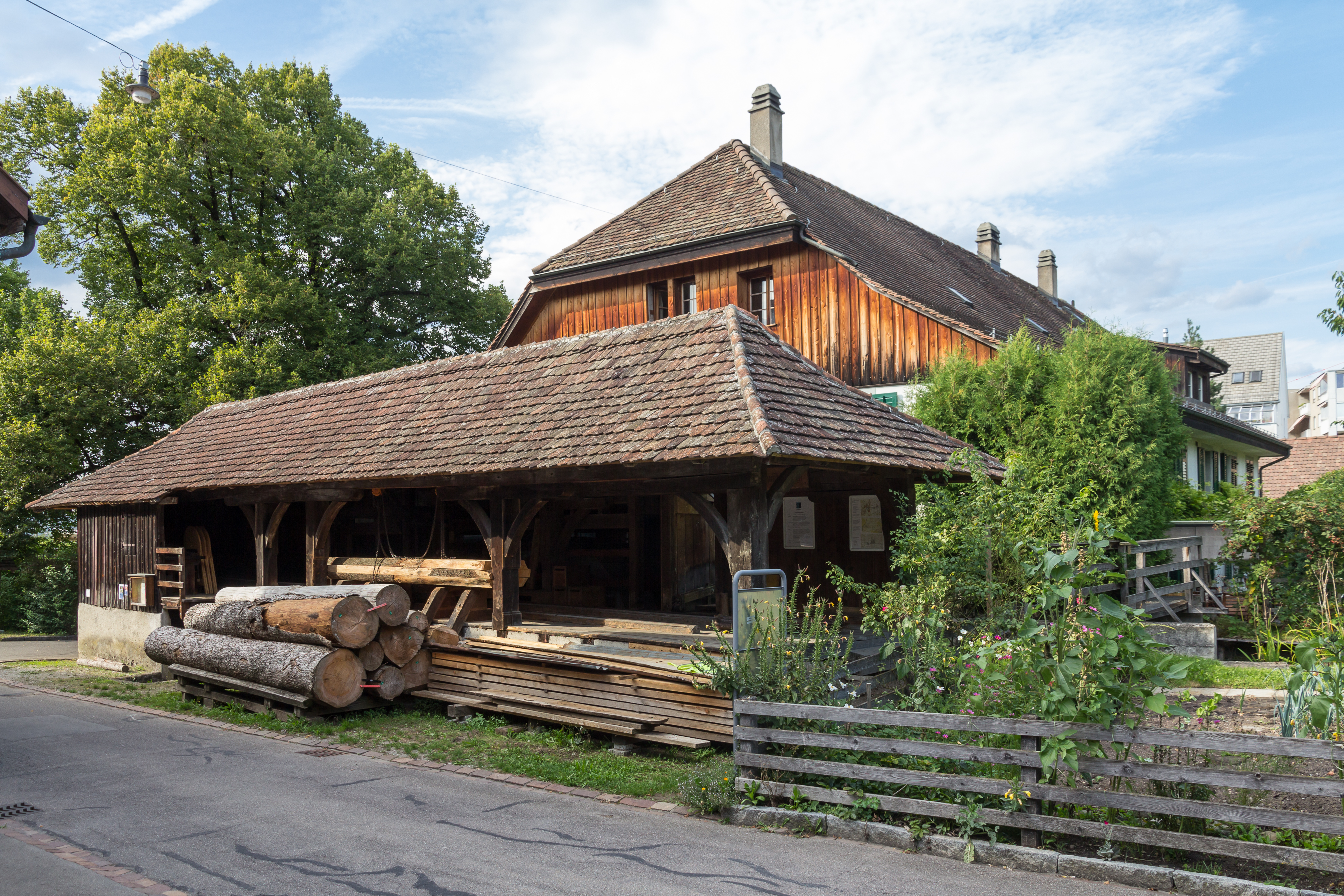
3 Sagerei Reismühle
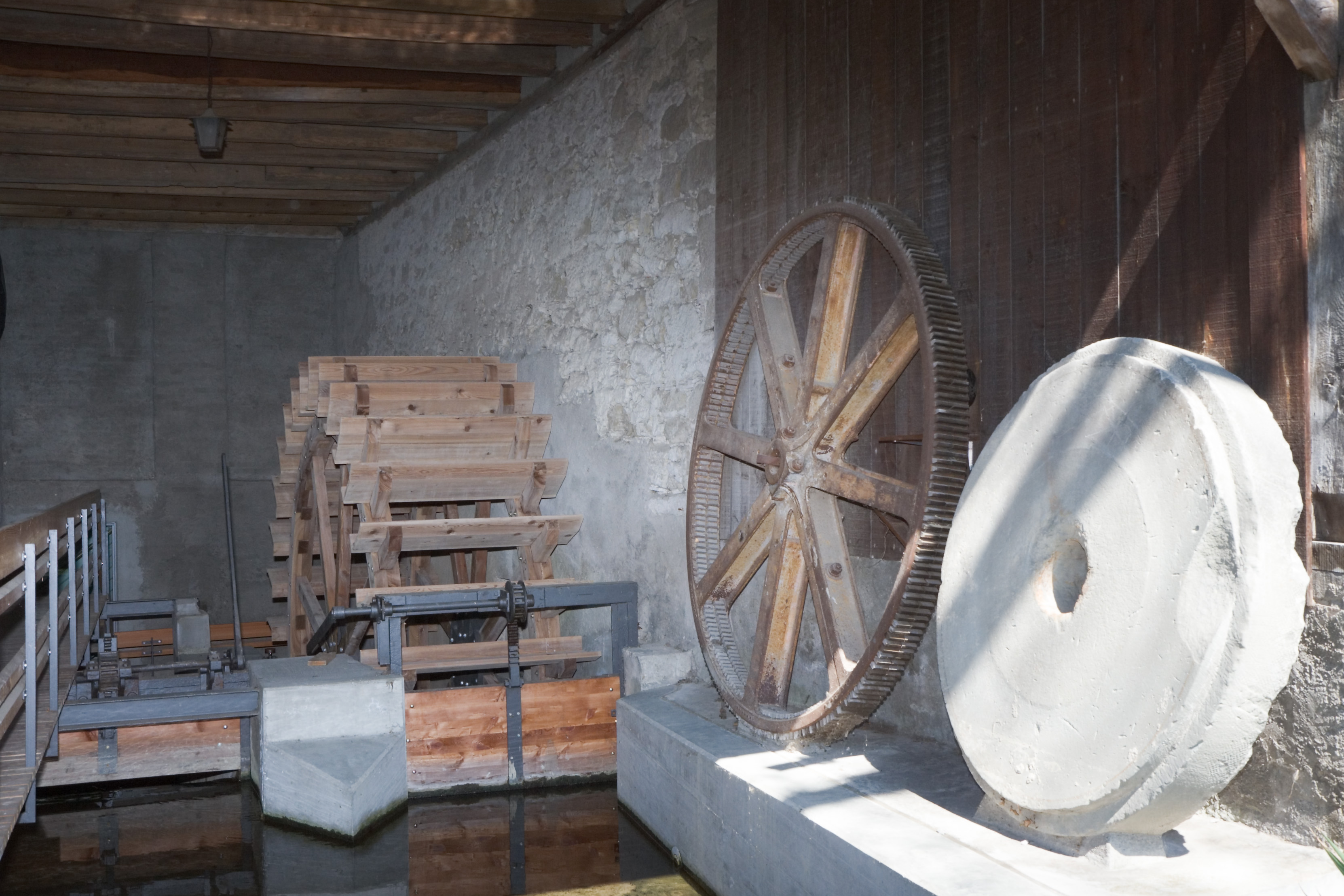
4 Mühle Hegi
5 Sulzer Oberwinterthur
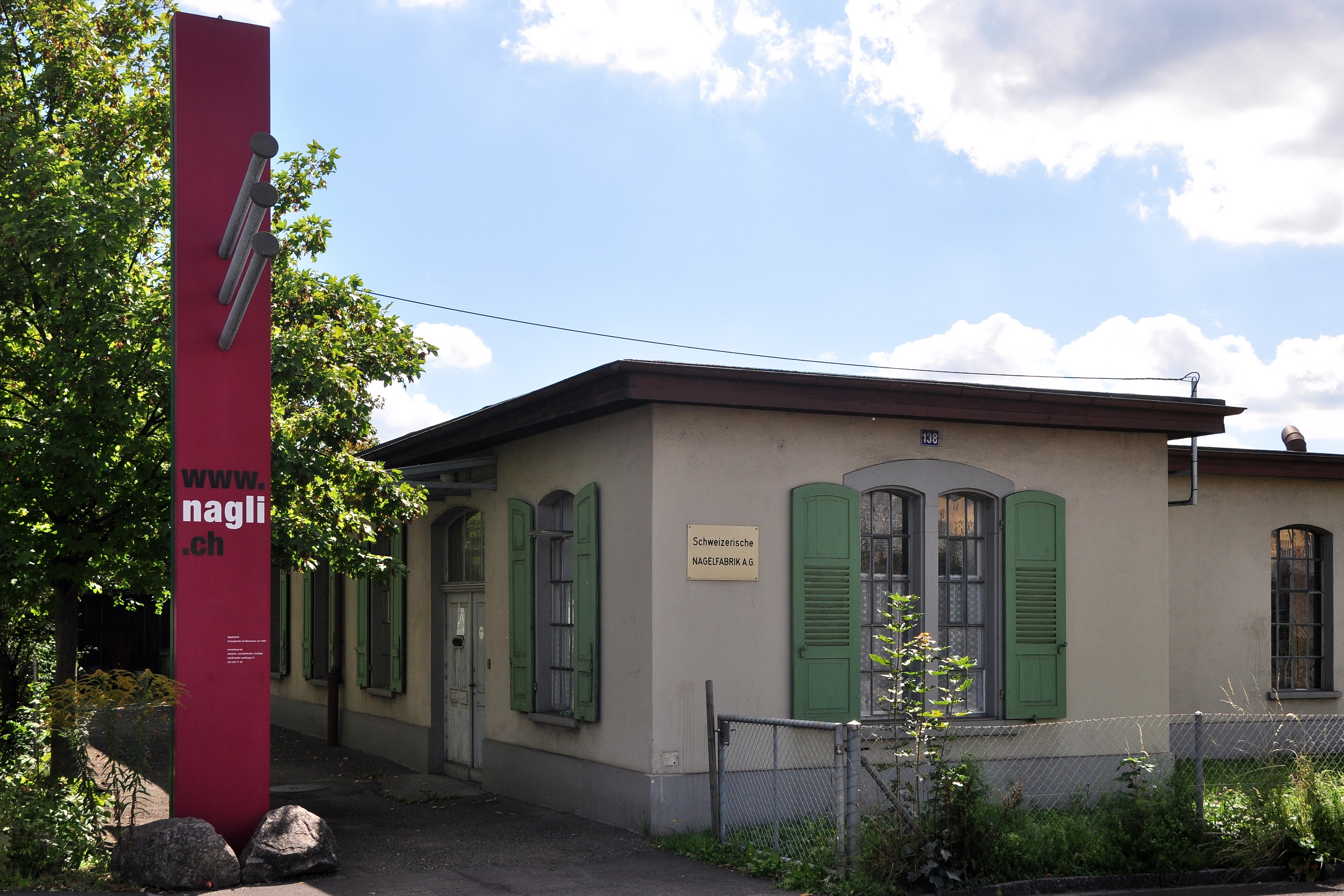
6 Nagelfabrik Nagli
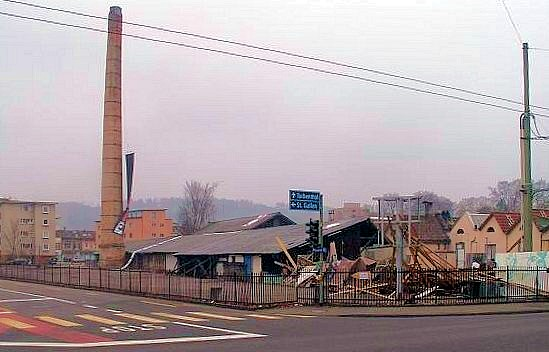
7 Seidenweberei Sidi
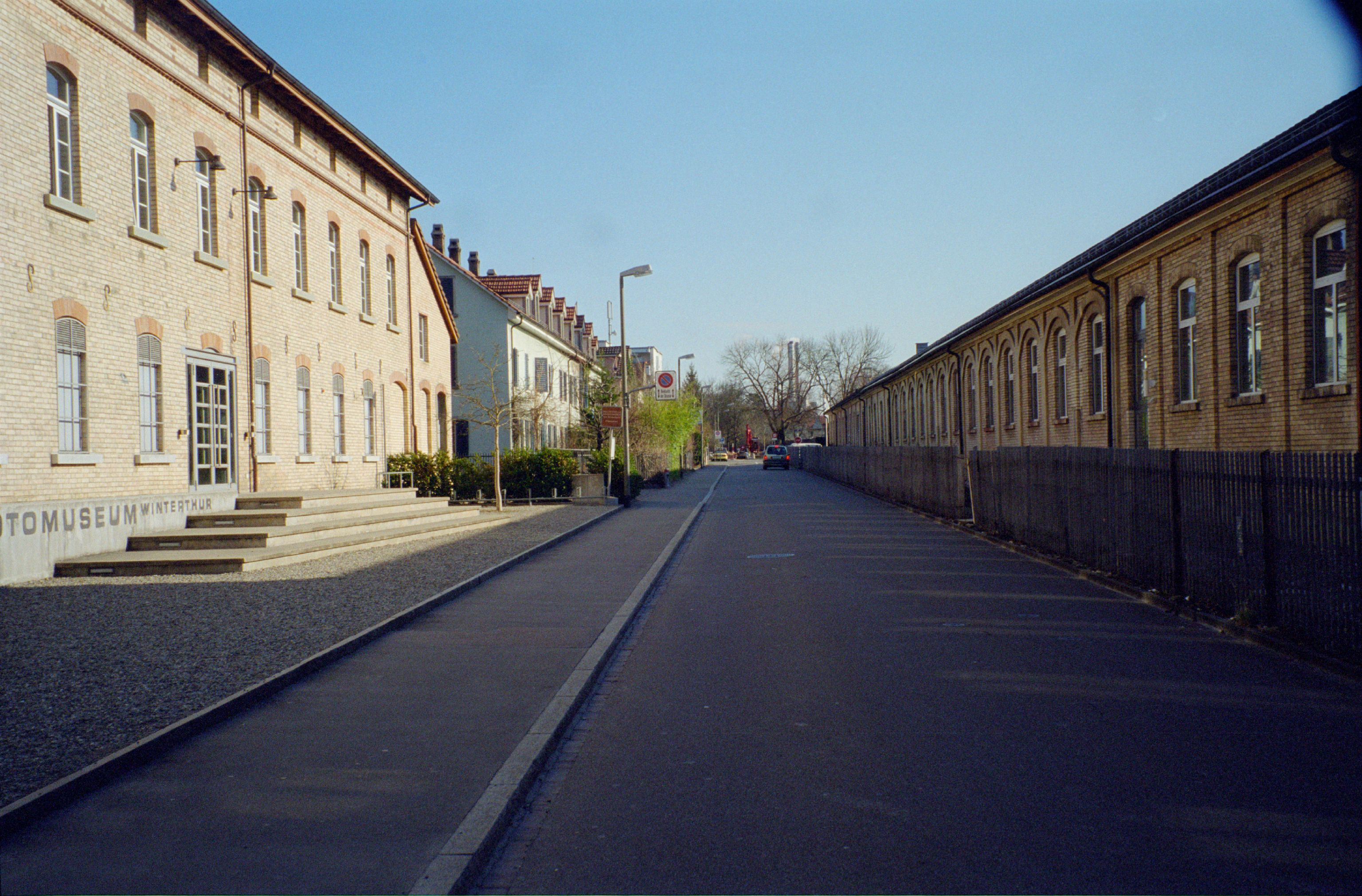
8 Textilfärberei Schleife
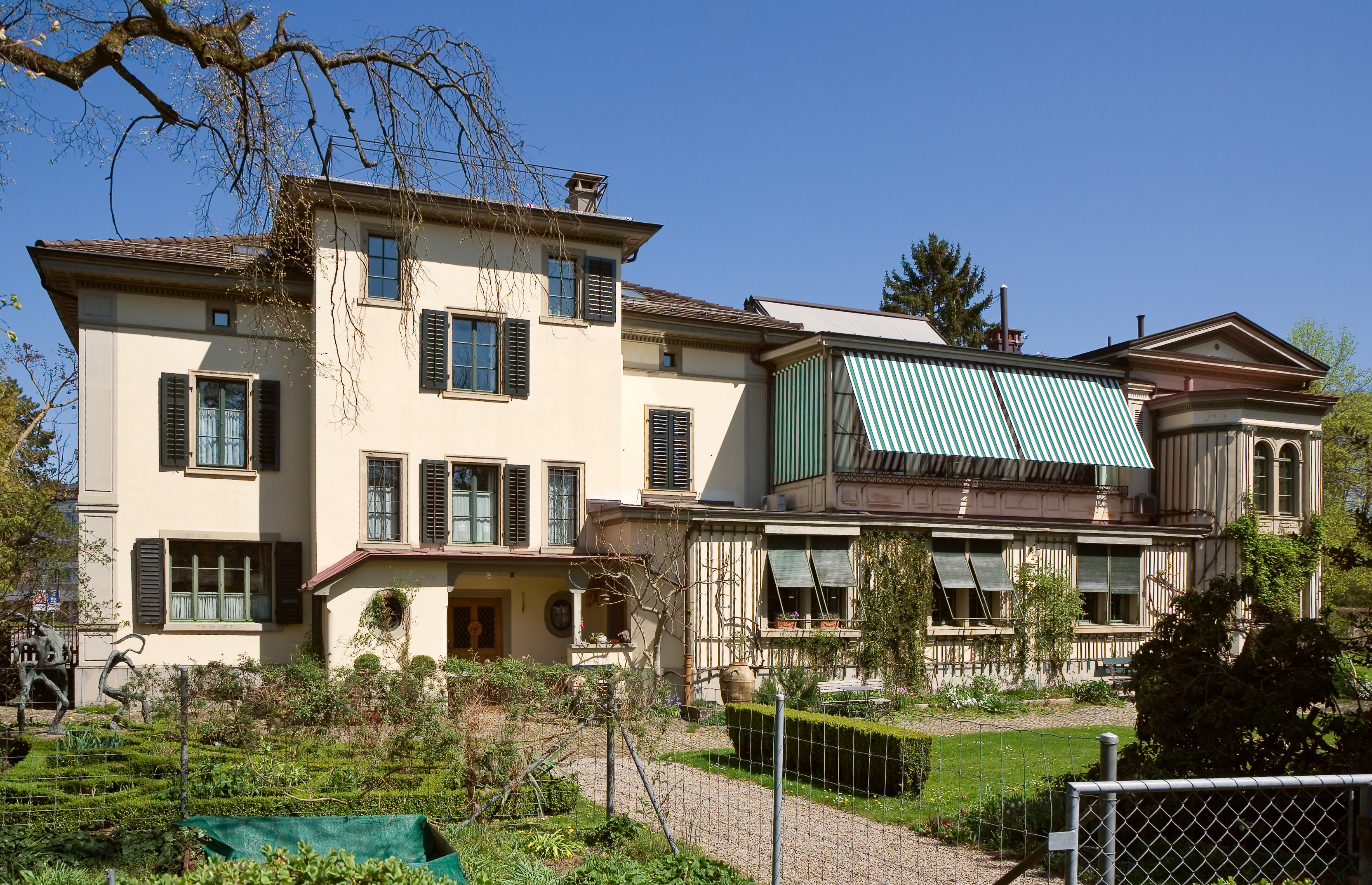
9 Villa Flora
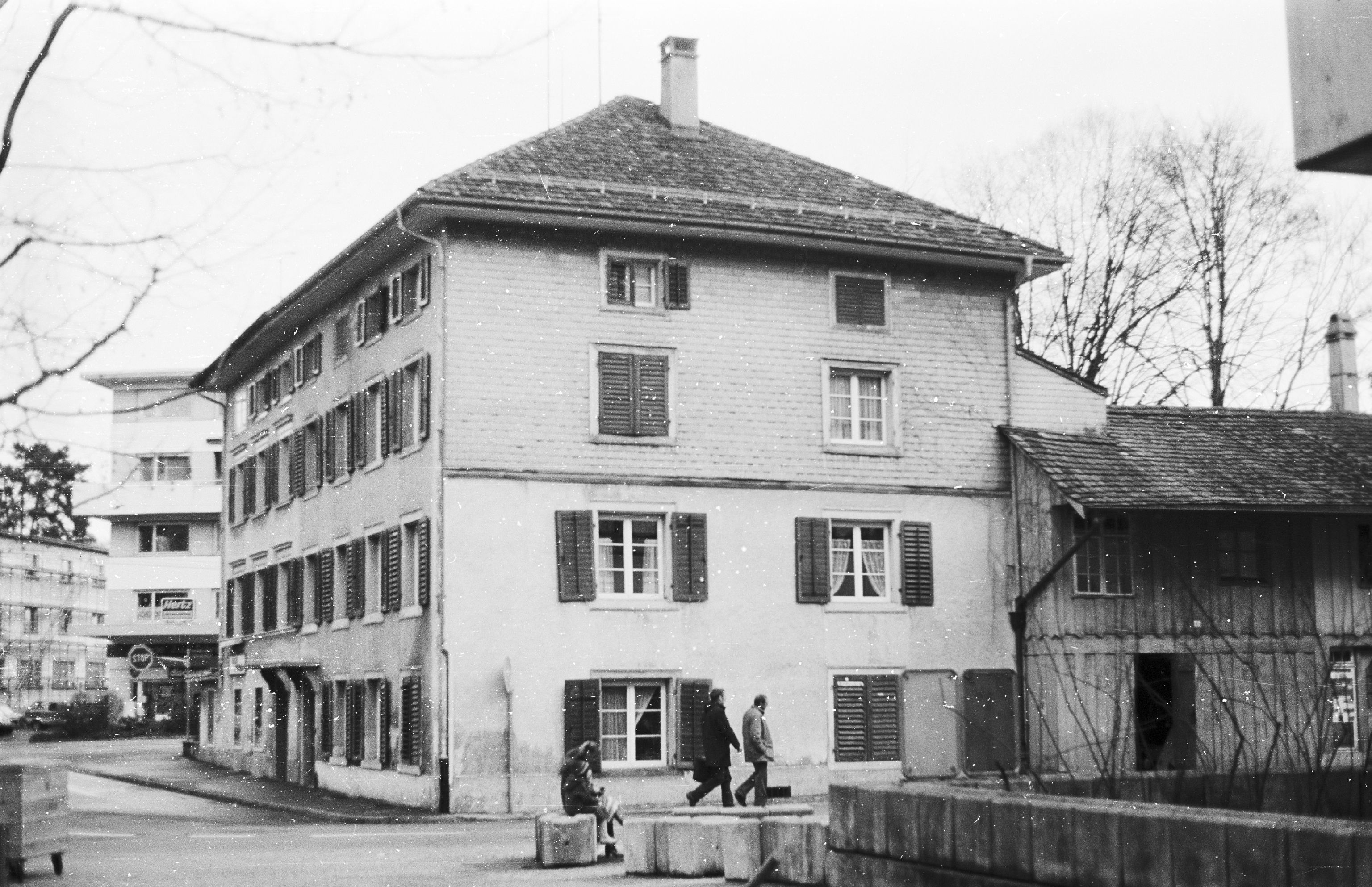
10 Erste Spinnerei Rieter
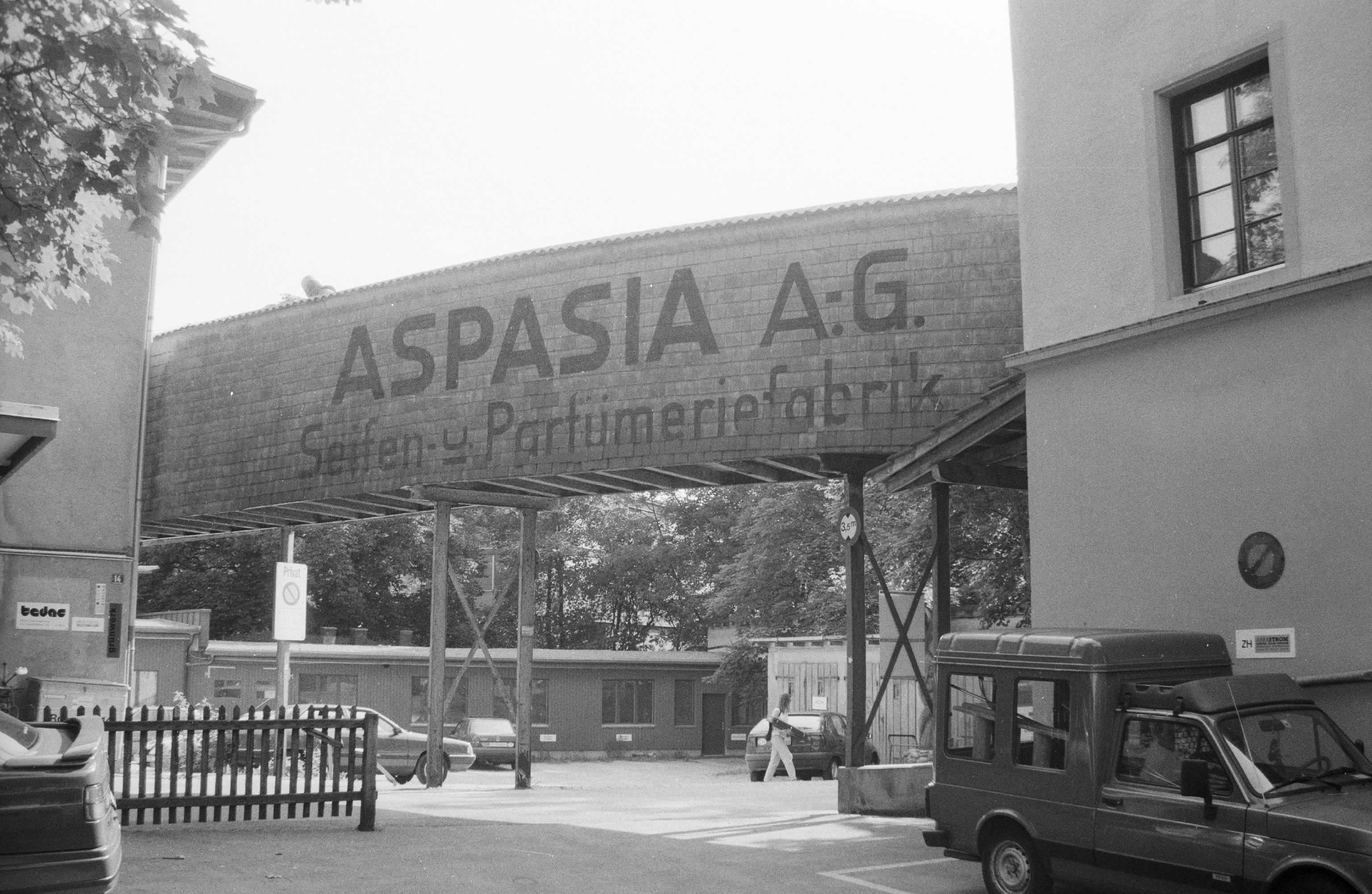
11 Seifenfabrik Aspasia
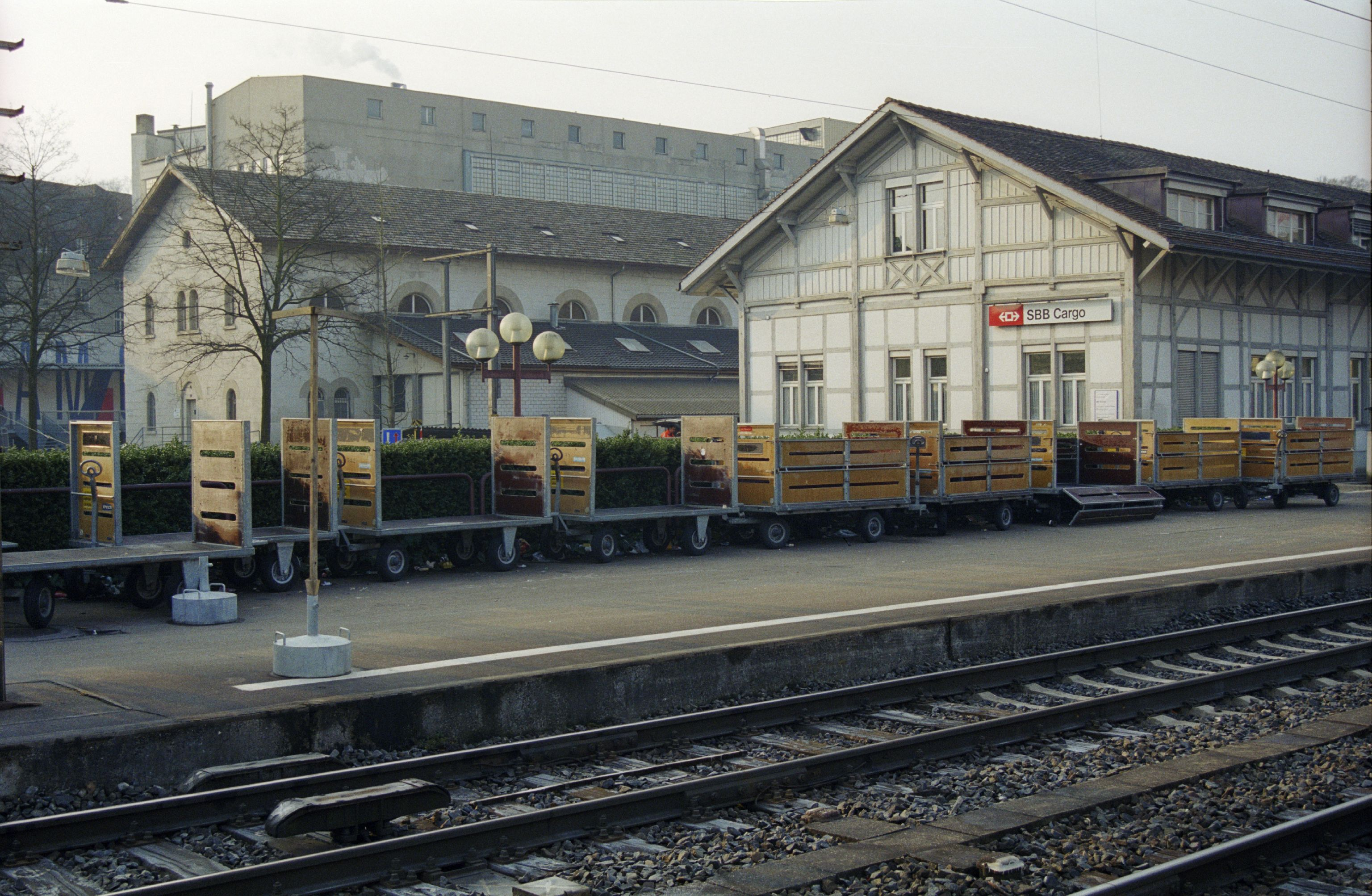
12 Güterbahnhof
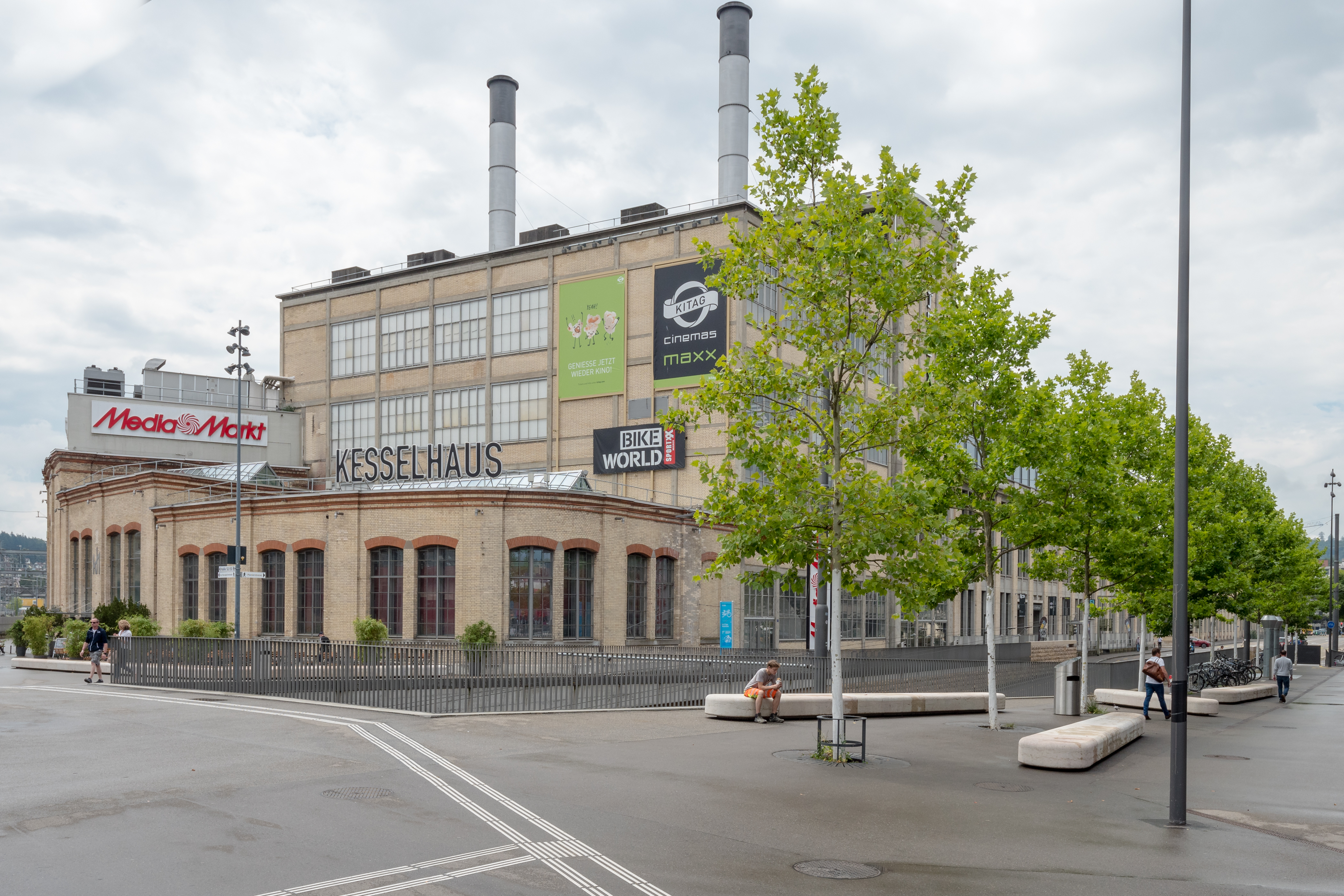
13 Sulzerareal
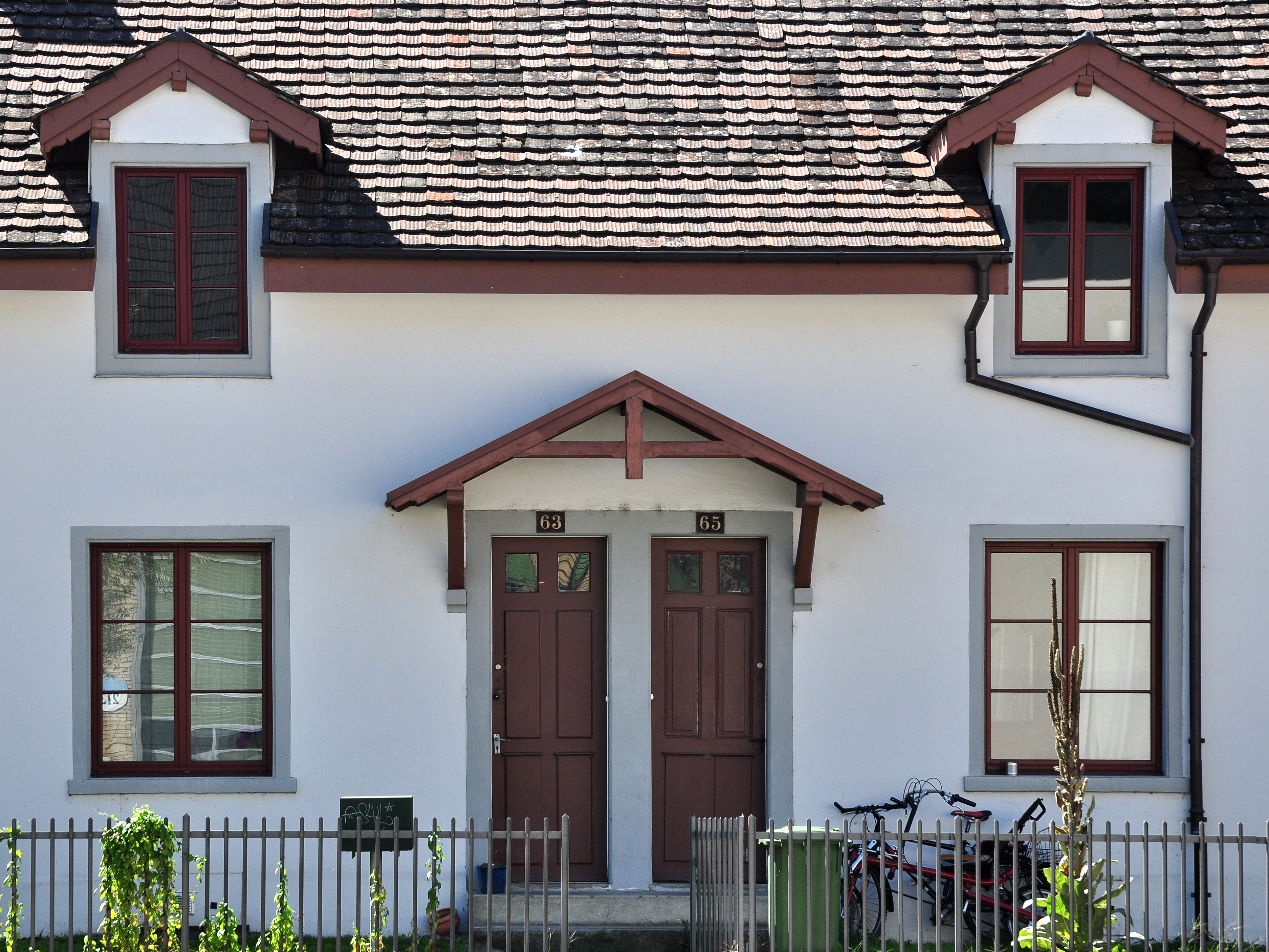
14 Arbeitersiedlung SLM
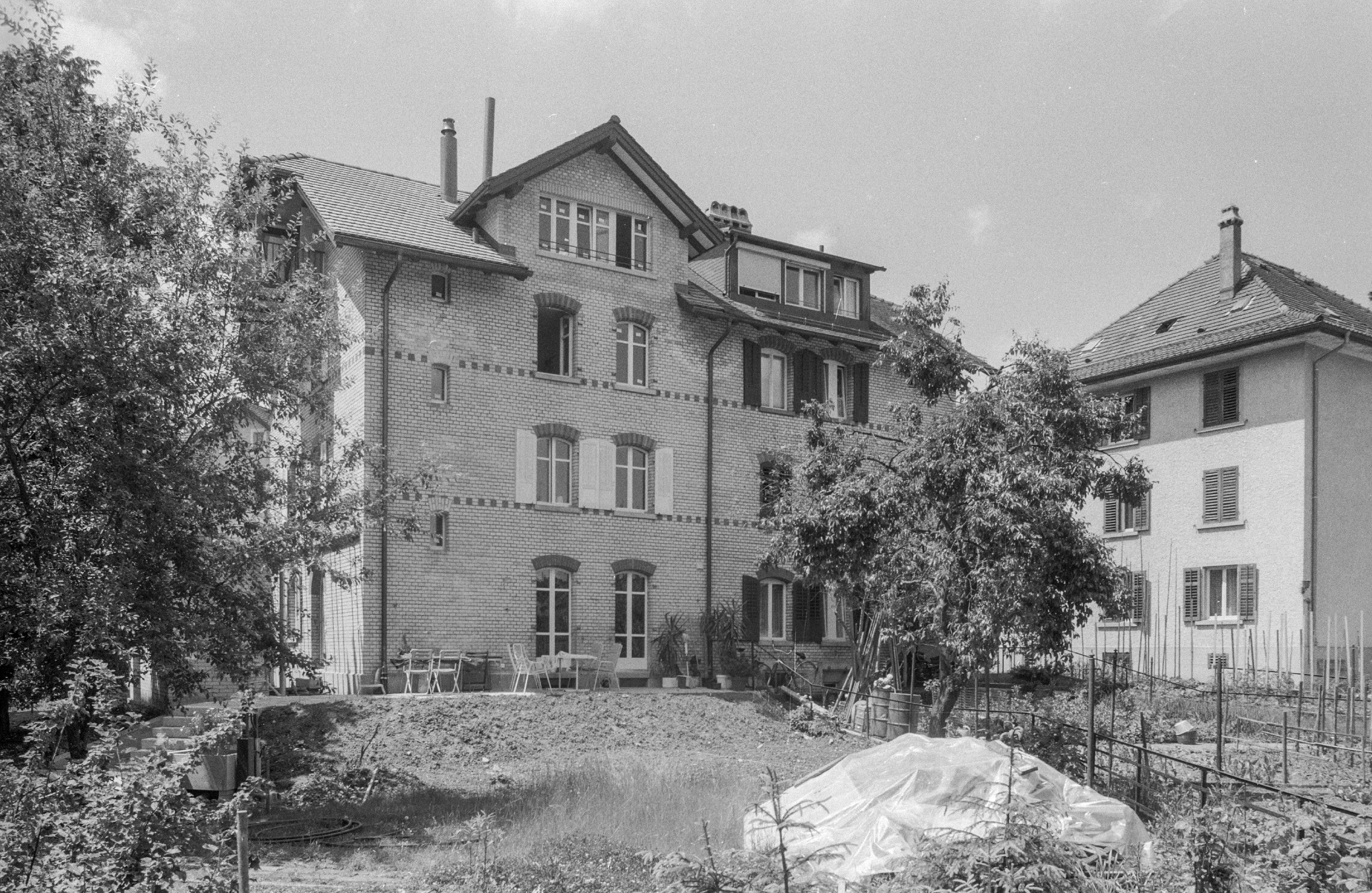
15 Arbeitersiedlung Tössfeld
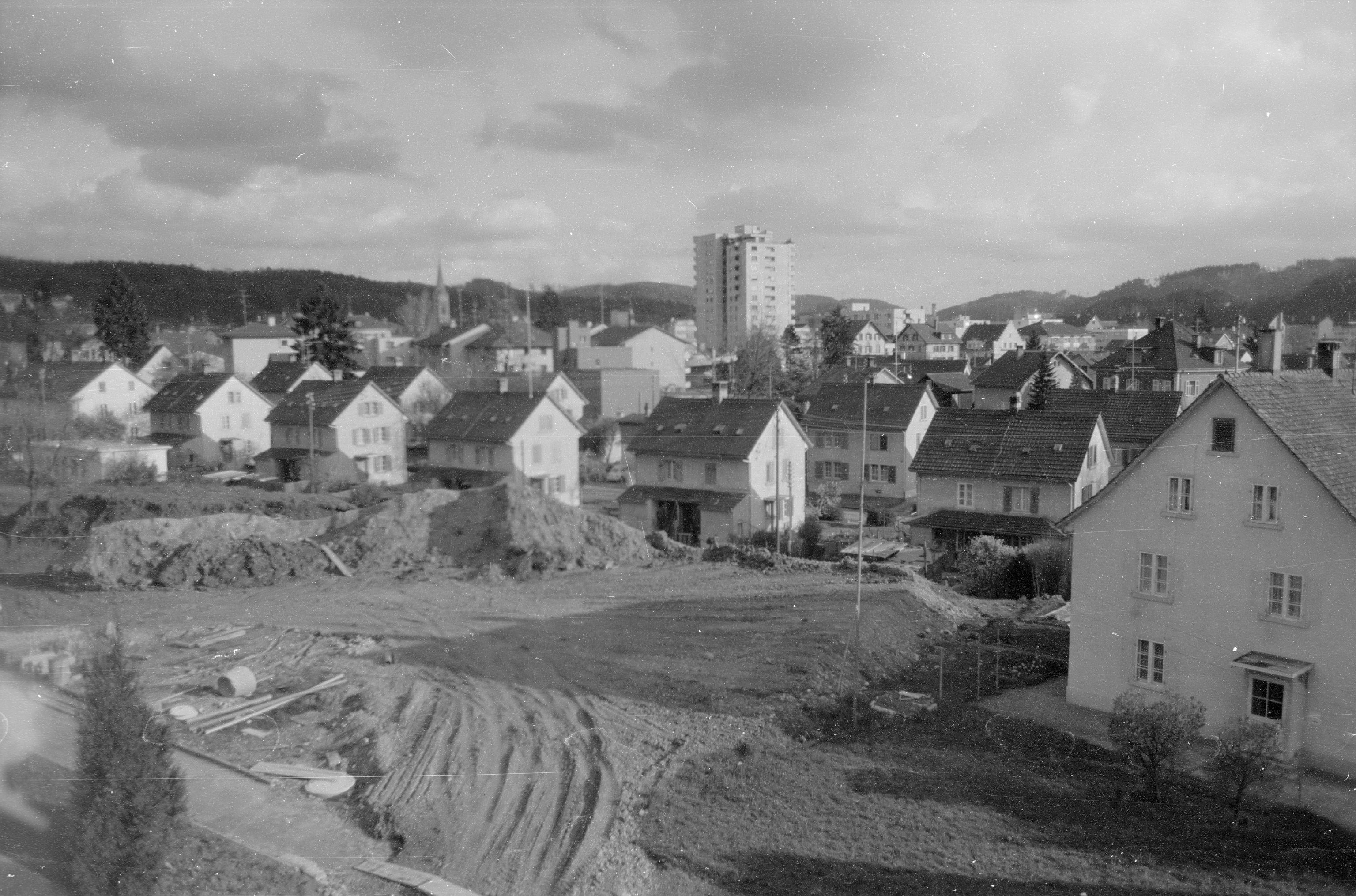
16 Arbeitersiedlung Rieter
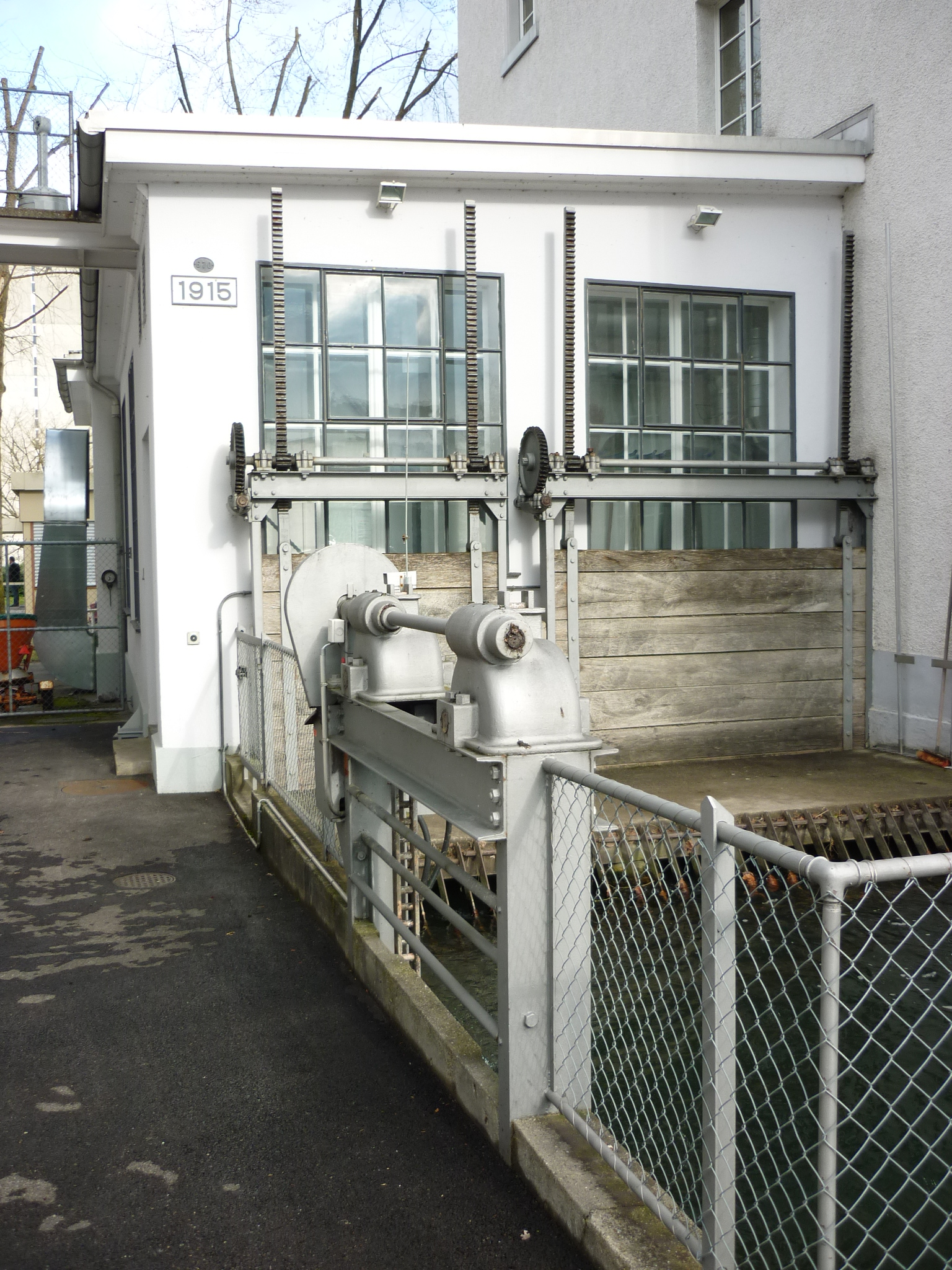
17 Maschinenfabrik Rieter
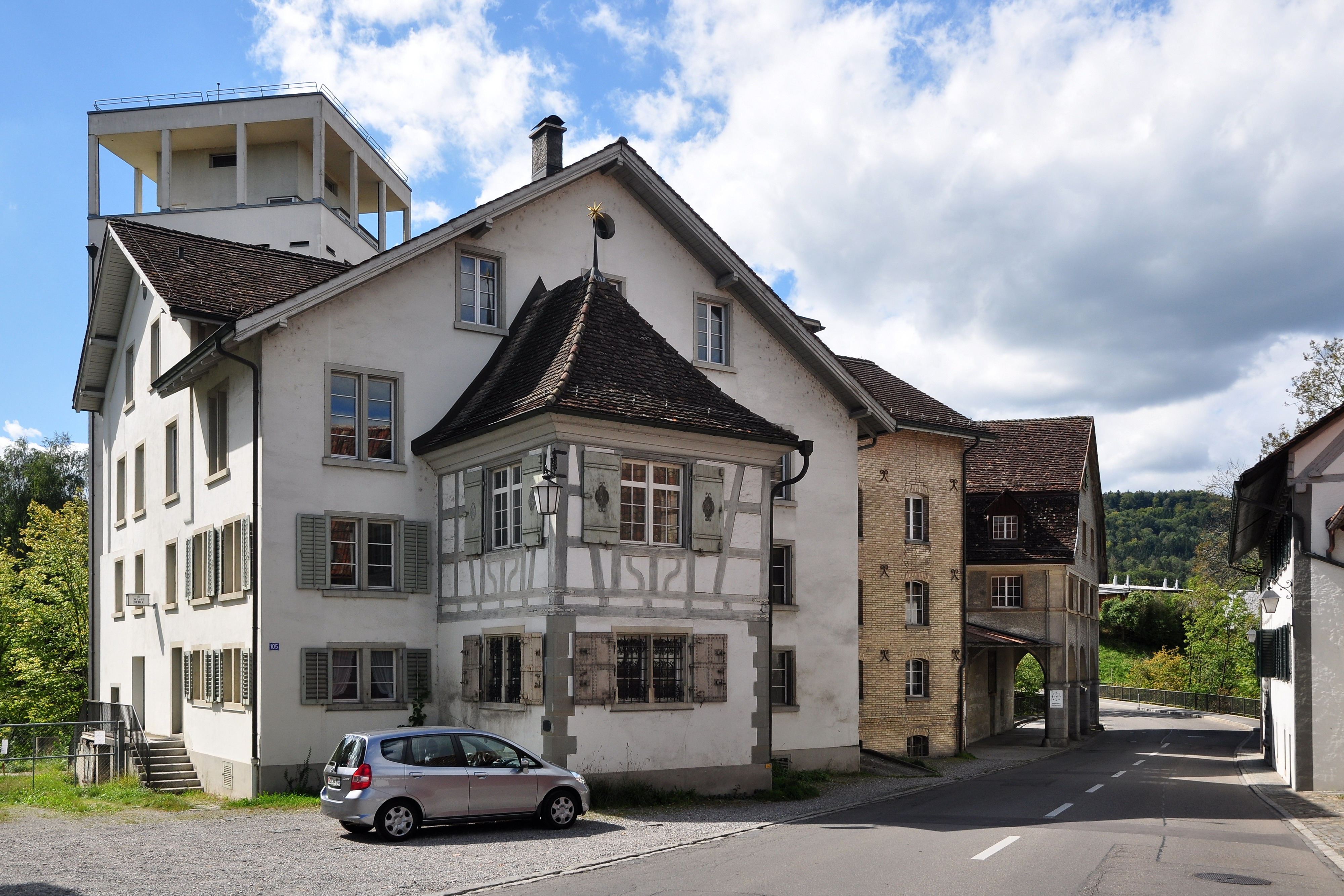
18 Wespi-Mühle
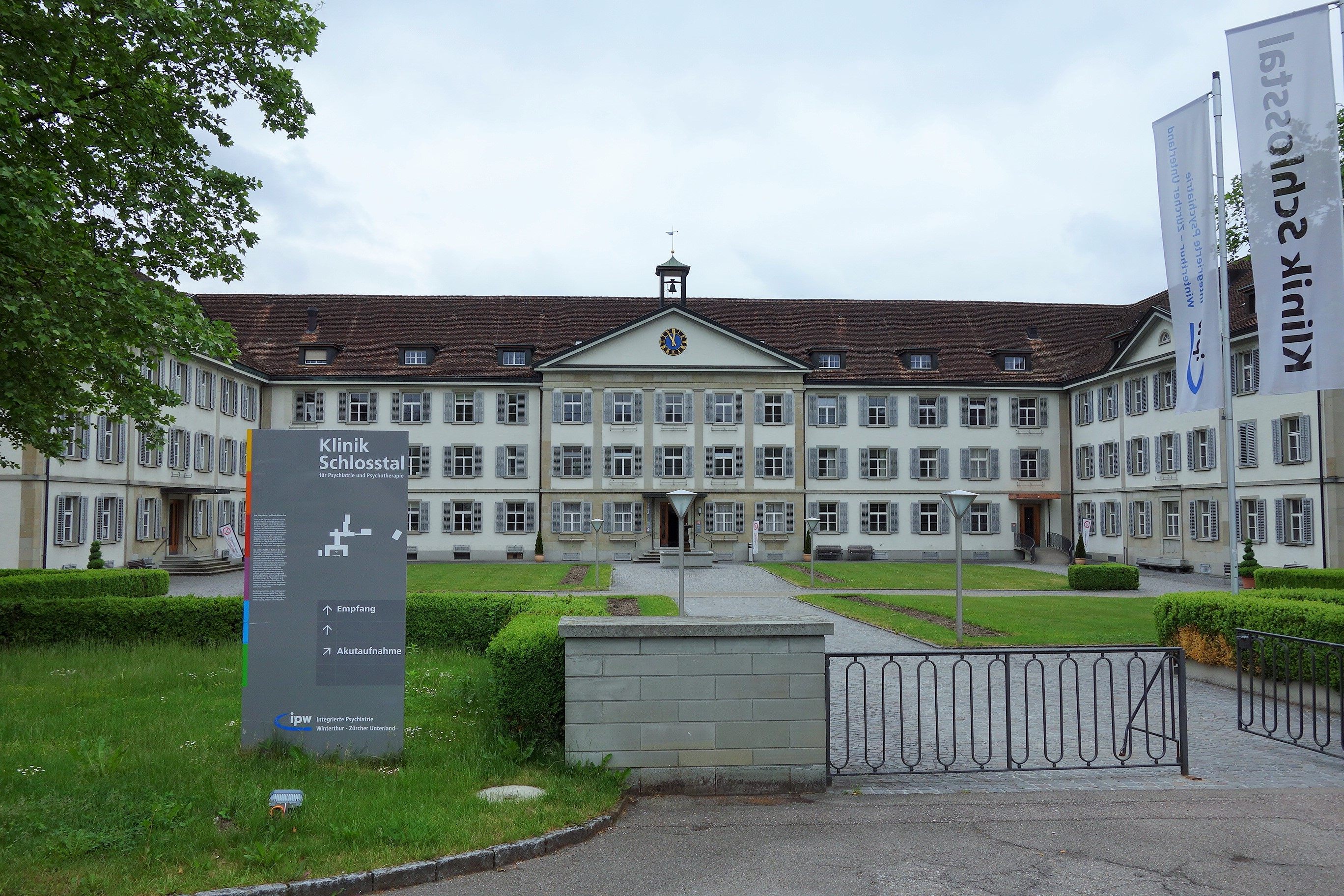
19 Baumwollspinnerei Beugger
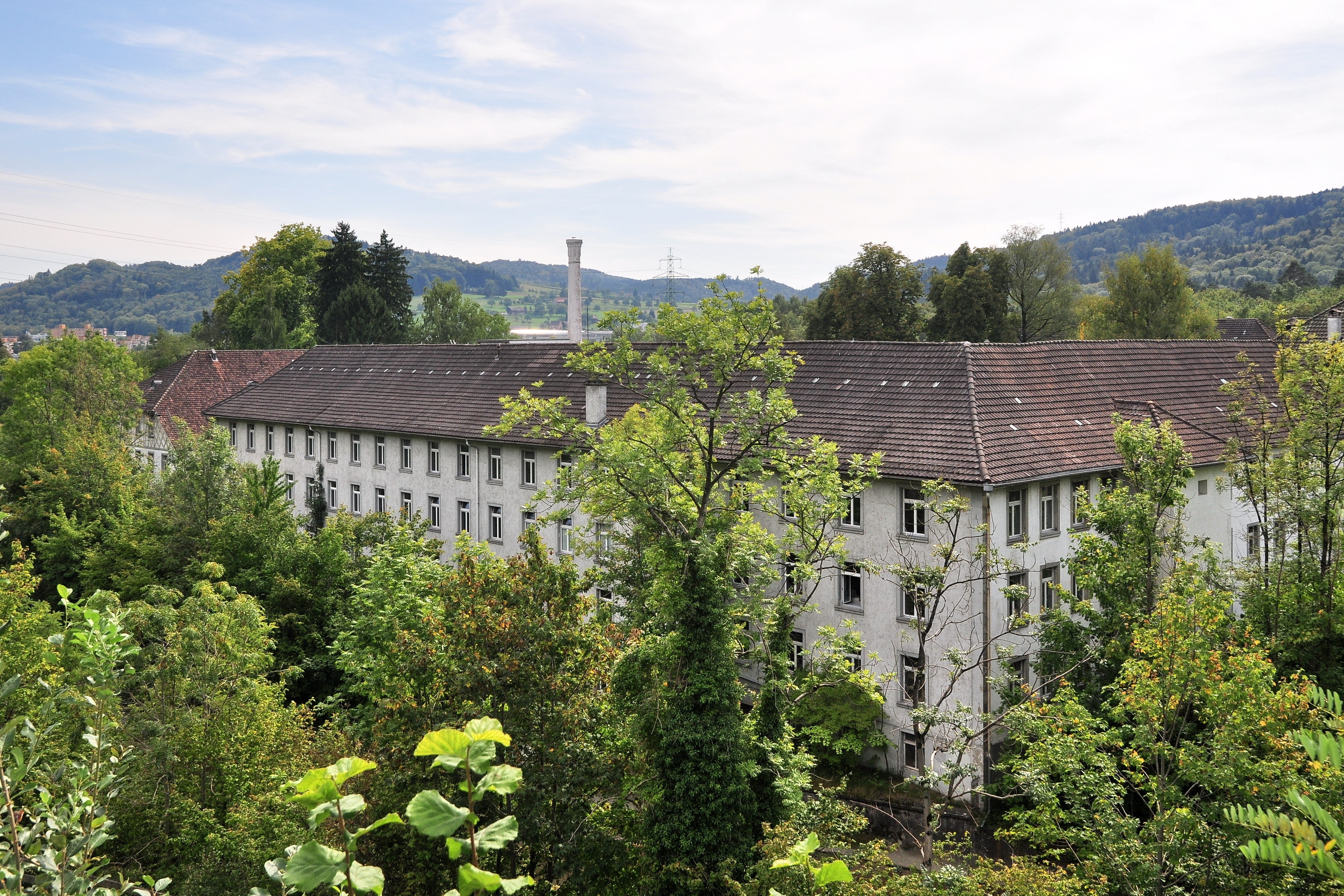
20 Spinnerei Hard

## Verein Inbahn
Der Verein «Inbahn», Verein für Industrie- und Bahnkultur, ist gemeinnützig, nicht gewinnorientiert und hat seinen Sitz in Winterthur. Er fördert die Industrie- und Bahnkultur und finanziert sich durch Eintritte und Sponsorenbeiträge.
Der Verein betreibt den Industrie-Veloweg und präsentiert der Öffentlichkeit die wichtigsten Industrieobjekte wie die 125-jährigen Maschinen in der Nagelfabrik Nagli und die Dampfkessel der einstigen Seidenweberei Sidi.